# Chiesa di Santa Maria Nepotecosa
La chiesa di Santa Maria Nepotecosa era un luogo di culto cattolico di Firenze e si trovava in via de' Calzaiuoli.

## Storia e descrizione
La chiesa faceva parte delle più antiche chiese del centro fiorentino e risaliva a circa al XII secolo, anche se la prima menzione documentata è datata 1275, a cui segue un documento del 3 aprile 1286. Si affacciava sull'attuale via de' Calzaiuoli, nel tratto che all'epoca era il Corso degli Adimari, all'angolo con via del Corso. Fece parte delle trentasei parrocchie dell'antica città medievale.
Alcuni attribuiscono il curioso nome (esistente anche nella grafia "Nipotecosa") a una storpiatura del nome (Davidsohn), uno degli Adimari "nepos Cose" (nipote dei Cosi), come risulta in una segnatura dell'abbazia di Vallombrosa del 13 gennaio 1105. Altri, come Ugo Procacci, ipotizzano una derivazione, storpiata, dal greco che significherebbe Maria partoriente (νήπιος τεκοῦσα), e sarebbe quindi un'epiclesi di Maria.
A volte veniva detta anche chiesa di Santa Maria "degli Adimari" o "del Giglio", dal nome del canto su cui si trovava. A volte si trova la menzione di una chiesa di San Donnino, da alcuni indicata come un nome alternativo e più antico di questa chiesa, da altri identificato con un possibile edificio di culto nelle vicinanze, di cui le notizie scarseggiano. Dopotutto sulla facciata dell'edificio si trovavano due ovali affrescati con i santi Cristoforo e, appunto, Donnino.
All'epoca del Granduca Pietro Leopoldo, nel 1768, venne soppressa come molte altre piccole parrocchie del centro e in seguito distrutta nel 1870. Oggi resta una targa in via Calzaiuoli che ne ricorda l'esistenza. La targa si è rotta nel 2011 in seguito a dei lavori all'edificio: da allora non è stata ripristinata. 

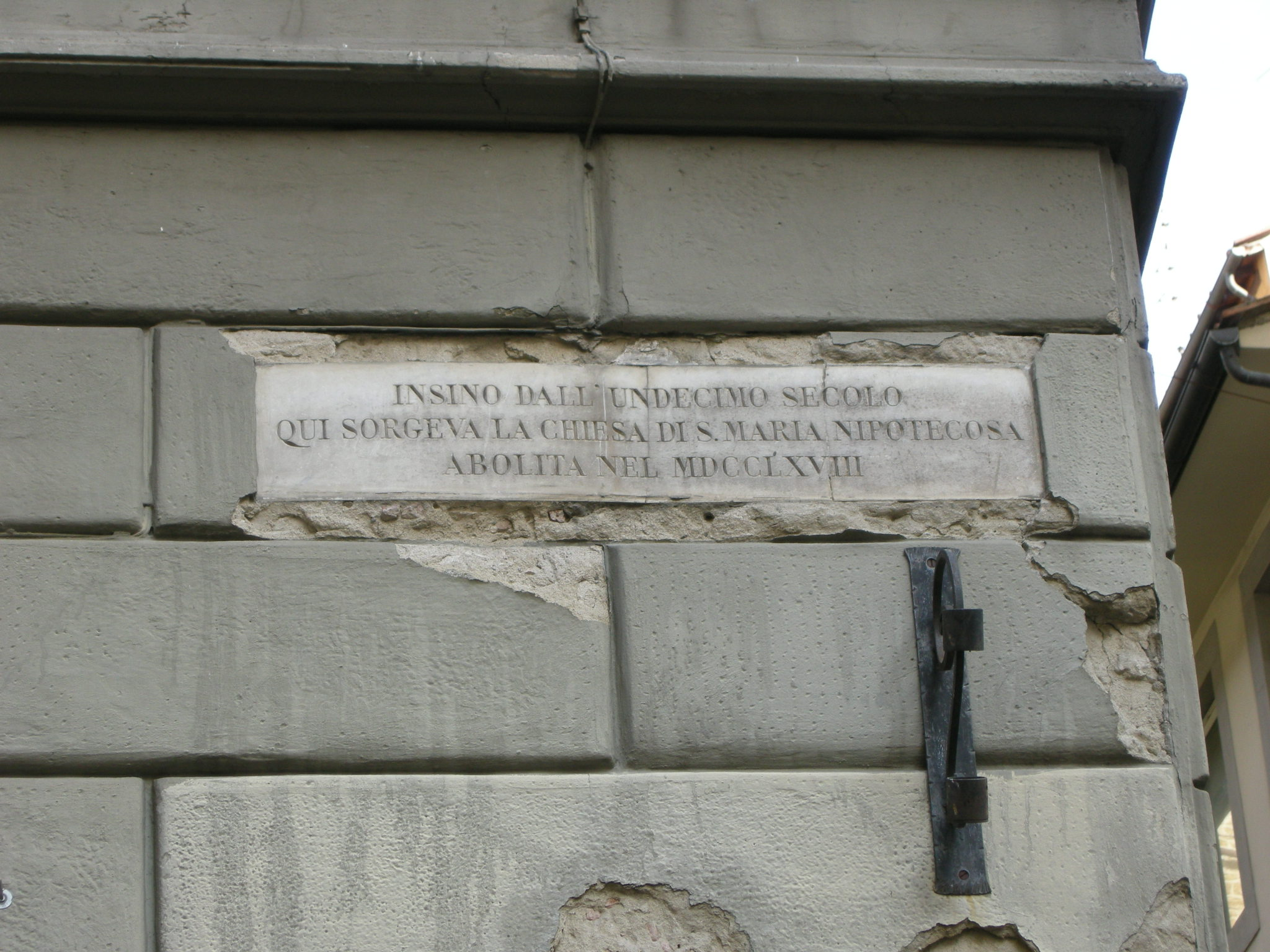
Targa che ricorda Santa Maria Nepotecosa